# Chamado de Mateus

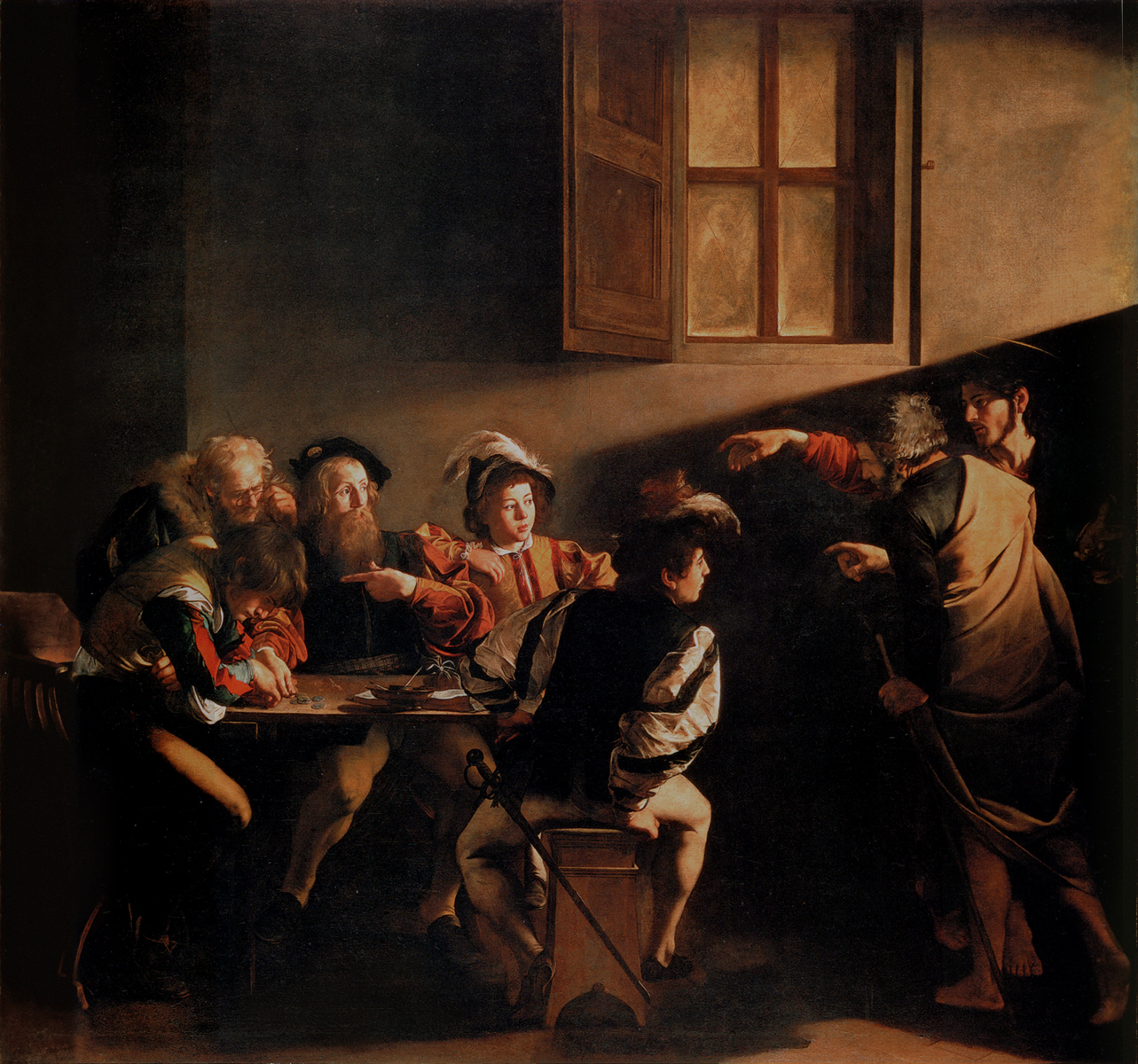
O Chamado de Mateus.
1599-1600. Por Caravaggio, atualmente na Capela Contarelli em San Luigi dei Francesi, em Roma.

O Chamado de Mateus (ou Vocação de Mateus) é um episódio da vida de Jesus que aparece nos três evangelhos sinóticos (Mateus 9:9–13, Marcos 2:13–17 e Lucas 5:27–28) e que retrata o primeiro encontro entre Jesus e Mateus.
É neste episódio que Jesus profere um de seus famosos ditos, «Não vim chamar os justos, mas os pecadores!» (Marcos 2:17).
Nos três evangelhos, este episódio acontece logo após a cura do paralítico em Cafarnaum e é seguido pela parábola do Vinho Novo em Odres Velhos. Nos evangelhos de Marcos e Lucas, Mateus é chamado de "Levi" e "filho de Alfeu".

## Relato bíblico
De acordo com o relato do Evangelho de Mateus:
| “ | «Jesus, partindo dali, viu um homem chamado Mateus, sentado na coletoria, e disse-lhe: Segue-me. Ele se levantou e o seguiu. Estando ele à mesa em casa, vieram muitos publicanos e pecadores e sentaram-se com Jesus e com seus discípulos. Os fariseus, vendo isto, perguntavam aos discípulos: Por que come o vosso Mestre com os publicanos e pecadores? Mas Jesus, ouvindo-o, disse: Os sãos não precisam de médico, mas sim os enfermos. Porém ide aprender o que significa: 'Quero misericórdia e não holocaustos'; pois não vim chamar os justos, mas os pecadores!» (Mateus 9:9–13) | ” |

## Análise
Um coletor de impostos pode significar duas coisas: ele poderia ser uma pessoa contratada pelo governo romano, que pagava impostos para Roma e tinha o direito de coletar impostos de uma região ou um cobrador de pedágios para Herodes Antipas, cobrando daqueles que pretendiam entrar em partes da Palestina. Cafarnaum era uma região de grande tráfego de pessoas e mercadorias na época e qualquer uma das interpretações é possível. Seja como for, Marcos deixa claro que Levi era impopular e ocupava uma posição detestada pelos judeus.
A maior parte dos estudiosos — e quase todas as traduções da Bíblia — afirmam que este evento ocorreu na casa de Levi, embora os textos originais afirmem eles comiam na "sua" casa, que pode ser a de Levi ou a casa onde morava Jesus ou ainda a casa onde ele estava pregando. Marcos afirma que muitos agora seguiam Jesus, mais do que os quatro discípulos que ele arregimentou antes. 
Salmos 119:31 e Salmos 101:31 tratam do desgosto de Deus com os pecadores. No "Chamado de Mateus", Jesus responde aos escribas com o famoso "Os sãos não precisam de médico, mas sim os enfermos; eu não vim chamar os justos, mas os pecadores!" A versão em Mateus 9 interpõe um "Porém ide aprender o que significa: 'Quero misericórdia, e não holocaustos'" entre as duas sentenças de Marcos. Lucas 5 acrescenta ao final um "... ao arrependimento". Jesus se compara a um doutor para mostrar que, assim como o doutor combate uma doença trabalhando com o doente, ele precisa ir até os pecadores para ajudá-los a superar seus pecados.

## Arte cristã
O "chamado de Mateus" foi o tema de obras de arte por diversos autores, entre elas:
- Vocação de São Mateus (1599-1600), por Caravaggio, atualmente na Capela Contarelli em San Luigi dei Francesi, em Roma.
- Hendrick ter Brugghen (1621).
- Juan de Pareja (252)

Um dos principais atributos de Mateus na arte é o texto em latim "Veni, sequere me" e variações ("Segue-me"). 